# Ивановка 2-я (Долгоруковский район)
Ива́новка 2-я — деревня Меньшеколодезского сельского поселения Долгоруковского района Липецкой области.

## Название
Законом Липецкой области от 11 ноября 2015 года № 463-ОЗ Ивановка Вторая переименована в Ивановку 2-ю.

## География
Деревня Ивановка 2-я находится в южной части Долгоруковского района, в 10 км к югу от села Долгоруково. Располагается на берегах небольшого ручья притока реки Лух.

## История
Ивановка 2-я основана не позднее второй половины XIX века. Упоминается в «Списках населённых мест» Орловской губернии 1866 года как «сельцо владельческое Ивановка, при колодцах, 12 дворов, 150 жителей».
В 1905 году деревня «Лебедевка (Ивановское)» значится в приходе Сергиевской церкви села Меньшой Колодезь.
Отмечается в переписи населения СССР 1926 года — 49 дворов, 271 житель. В 1932 году — 387 жителей.
С 1928 года в составе вновь образованного Долгоруковского района Елецкого округа Центрально-Чернозёмной области. После разделения ЦЧО в 1934 году Долгоруковский район вошёл в состав Воронежской, в 1935 — Курской, а в 1939 году — Орловской области. С 6 января 1954 года в составе Долгоруковского района Липецкой области.

## Население
| 2010 |
| ---- |
| 67   |

## Транспорт
Асфальтированными дорогами связана с селом Меньшой Колодезь, деревнями Большой Колодезь и Дмитриевка Первая.
В 7,5 км к северо-западу находится железнодорожная станция Ост. плат. 479 км (линия Елец — Валуйки ЮВЖД).